# Justin Hawkins (cestista)
Justin Dwain Hawkins (Bell, 18 maggio 1985) è un ex cestista statunitense con cittadinanza siriana, professionista nella NBDL e in Europa.